# 조르당 이코코
조르당 이코코(프랑스어: Jordan Ikoko, 1994년 2월 3일 ~ )는 콩고 민주 공화국의 축구 선수로, 현재 키프로스 1부 리그의 파포스와 콩고 민주 공화국 국가대표팀에서 수비수로 활약하고 있다.
이코코는 파리 생제르맹에서 성인 무대를 시작하였으나, 1군 경기에는 출전하지 못하였고, 크레테유, 르아브르, 랑스에서 임대 생활을 보냈다. 2016년 여름, 그는 갱강에 합류하였다. 이코코는 리그 1에서 3시즌을 보내며 총 83경기에 출전하였고, 2019년 6월 루도고레츠로 이적하였다.
이코코는 프랑스에서 태어났고 16세 이하에서 21세 이하로 프랑스를 대표했다. 그는 그 후 2017년 시니어 국제 데뷔를 했던 콩고 민주 공화국으로 국적을 바꿨다.

## 구단 경력

### 파리 생제르맹 및 임대
프랑스에서 태어난 이코코는 파리 생제르맹의 유소년 출신이다.
이코코는 0-3으로 패한 SM 캉과의 2013년 8월 16일 원정 경기에서 크레테유 소속으로 리그 2 데뷔 전을 치렀다. 그는 아우구스토 페레이라 루레이로와 63분에 교체 투입되었다. 1주일 후, 그는 2-2로 비긴 이스트르와의 안방 경기에서 90분을 소화했다.
2014년 7월 15일, 이코코는 리그 2의 르아브르로 임대되었다.
2015년 7월 23일, 이코코는 리그 2의 랑스로 임대 이적했다.

### 갱강
2016년 6월 19일, 이코코는 갱강과 3년 계약을 체결했다. 그는 8월 12일, 스타드 루이 II에서 열린 모나코와의 리그 1 개막전에서 90분 풀타임을 소화하며 데뷔 전을 치렀다.
2017년 8월 13일 파리 생제르맹과의 안방 경기에서 자책골을 기록했다.

### 루도고레츠
2019년 6월 16일, 이코코는 불가리아의 루도고레츠 라즈그라드와 100만 유로의 이적료에 계약을 체결했다. 그는 2019년 7월 3일 바실 레프스키 국립 경기장에서 열린 2019년 불가리아 슈퍼컵에서 데뷔 전을 치렀고, 루도고레츠가 로코모티프 플로브디프를 상대로 승리하면서 90분을 소화했다.

### 파포스
2022년 8월, 그는 키프로스 팀 파포스에 합류했다.

## 국가대표팀 경력
이코코는 프랑스에서 콩고계 부모에게 태어났다. 그는 프랑스의 각급 청소년 국가대표였다. 그는 2017년 1월 5일 카메룬과의 친선 경기에서 0-2로 패한 콩고 민주 공화국 축구 국가대표팀에 공식적으로 선발되었다. 그는 또한 가봉에서 열린 2017년 아프리카 네이션스컵에 참가하여 코트디부아르와의 경기에서 콩고 민주 공화국 축구 국가대표팀을 위한 첫 공식 경기를 치렀다.